# Federale 102
Federale 102 (Federal 102, en italiano) fue el balón de fútbol oficial usado durante la Copa Mundial de 1934 realizada en Italia. Fue fabricado por la compañía estatal local Ente Centrale Approvvigionamento Sportivi (ECAS), ubicada en la capital Roma. Su diseño constaba de 13 paneles de cuero marrón con tres formas, siendo el primero en el campeonato con tiento cerrado por un cordón de algodón de la misma tonalidad —reemplazó al cuero—, para que no dañase a los jugadores durante el «cabezazo» por su suavidad. Es relacionado con el italiano Raimundo Orsi y el checo Oldřich Nejedlý.

## Historia
Durante la primera mitad del siglo XX, la mayoría de las pelotas de fútbol eran fabricadas en el Reino Unido y exportadas donde se popularizase. La Federación Italiana de Fútbol le pidió a la Federación Internacional de Fútbol Asociación que fuesen producidas en el país, ya que tenía un régimen nacionalista. En la final del campeonato, a ocho minutos del término del partido, Checoslovaquia ganaba 0-1 cuando el italiano Orsi, recibió un pase de Enrique Guaita, atravesó la defensa, hizo un amague con el pie izquierdo pero remató con el derecho. El esférico se desvió violentamente y pasó junto al portero extendido y entró en el arco. Al día siguiente, Orsi intentó 20 veces repetir el chanfle para los fotógrafos y no pudo, porque al original le faltaba aire.